# Stiptopodius nodieri
Stiptopodius nodieri är en skalbaggsart som beskrevs av Antoine Boucomont 1923. Stiptopodius nodieri ingår i släktet Stiptopodius och familjen bladhorningar. Inga underarter finns listade i Catalogue of Life.